# Nisída Práso (ö i Grekland, Joniska öarna)
Nisída Práso är en ö i Grekland.   Den ligger i prefekturen Nomós Kefallinías och regionen Joniska öarna, i den centrala delen av landet, 250 km väster om huvudstaden Aten.